# 1154

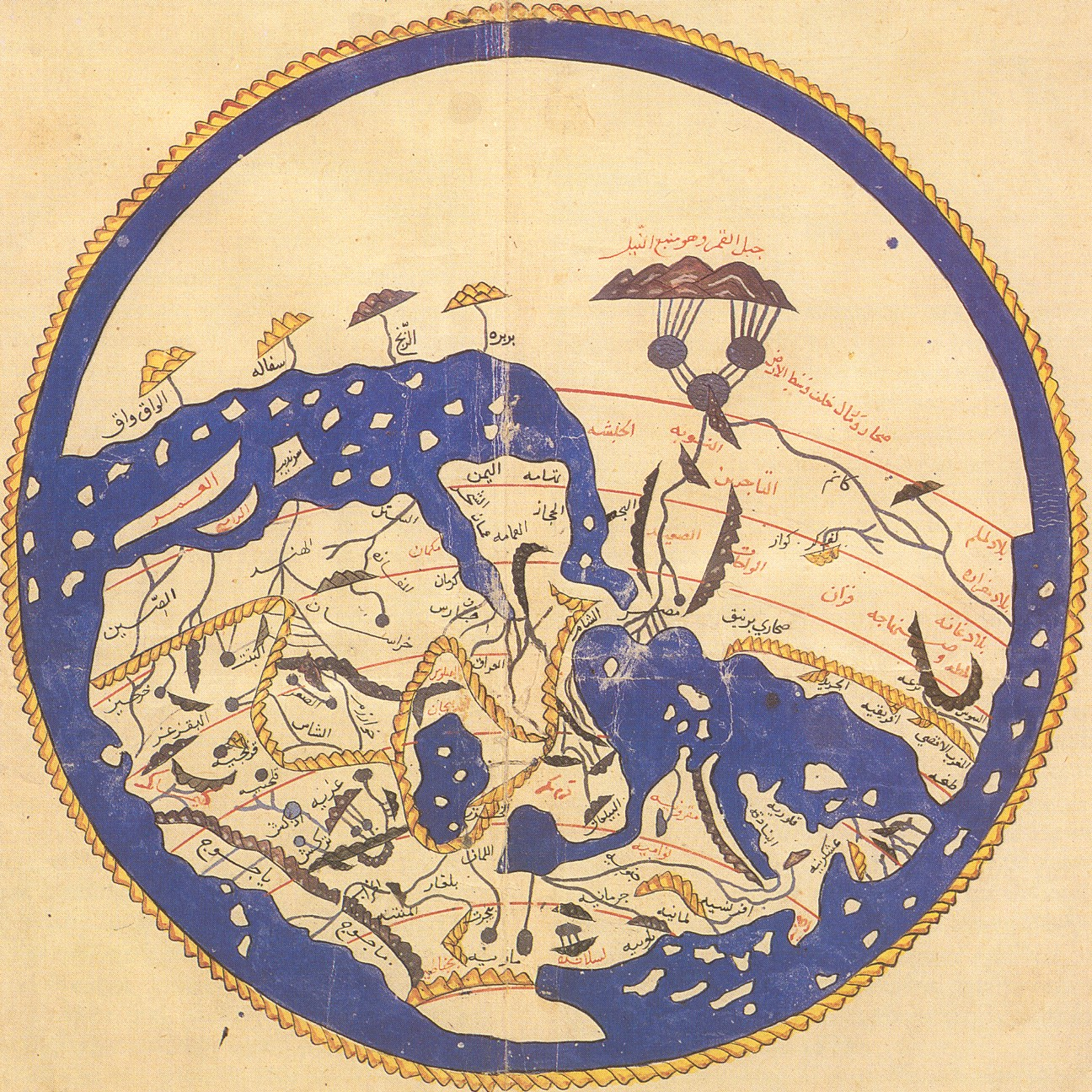
Wereldkaart van al-Idrisi; het zuiden is boven

Het jaar 1154 is het 54e jaar in de 12e eeuw volgens de christelijke jaartelling.

## Gebeurtenissen
- Muhammad al-Idrisi tekent een mappa mundi voor Rogier II van Sicilië, de Tabula Rogeriana.
- Borić wordt de eerste ban van Bosnië.
- Lodewijk VII van Frankrijk trouwt met Constance van Castilië.
- Koning Frederik Barbarossa bevestigt het recht van de Saksische hertog Hendrik de Leeuw voor de wereldlijke investituur van de bisdommen van Oldenburg, Mecklenburg en Ratzeburg.
- Kloosterstichtingen: Abbeydorney, Maleval
- Voor het eerst genoemd: Gerlos, Reval (Tallinn), Schüttorf

## Opvolging
- Engeland (kroning 19 december) - Stefanus opgevolgd door Hendrik II Plantagenet
- paus (4 december) - Anastasius IV opgevolgd door Nicholas Breakspear als Adrianus IV
- Sicilië - Rogier II opgevolgd door zijn zoon Willem I
- Urgell - Amengol VI opgevolgd door Amengol VII

## Geboren
- 17 april - Sancho VII, koning van Navarra (1194-1234)
- 21 september - Sancha van Castilië, echtgenote van Alfons II van Aragon (of 1155)
- 2 november - Constance van Sicilië, echtgenote van keizer Hendrik VI
- 11 november - Sancho I, koning van Portugal (1185-1212)
- Agnes van Châtillon, echtgenote van Béla III van Hongarije
- Robrecht II, graaf van Dreux-Braine
- Agnes van Oostenrijk, echtgenote van Stefanus III van Hongarije (jaartal bij benadering)
- Alan I van Avaugour, graaf van Penthièvre (jaartal bij benadering)
- Ashikaga Yoshikane, Japans samurai (jaartal bij benadering)
- Maria Comnena, echtgenote van Amalrik I van Jeruzalem (jaartal bij benadering)

## Overleden
- 26 februari - Rogier II (~58), graaf en koning van Sicilië (1105/1130-1154)
- vóór 13 mei - Rupert I van Laurenburg, graaf van Laurenburg
- 4 september - Gilbert van Poitiers, Frans edelman
- 25 oktober - Stefanus (~58), koning van Engeland (1135-1154)
- 18 november - Adelheid van Maurienne (~62), echtgenote van Lodewijk VI van Frankrijk
- 3 december - Anastasius IV, paus (1153-1154)
- Guiscarda, burggravin van Béarn
- Izjaslav II (~58), grootvorst van Kiev (ca. 1147)
- Lambert (~70), bisschop van Vence
- Arnold I van Laurenburg, graaf van Laurenburg (jaartal bij benadering)
- Geoffrey van Monmouth (54), Engels geschiedschrijver (jaartal bij benadering)